# Київська (станція метро, Філівська лінія)
55°44′36″ пн. ш. 37°33′55″ сх. д. / 55.74333° пн. ш. 37.56528° сх. д.
«Київська» (рос. Киевская) — станція Філівської лінії Московського метрополітену. Розташована на лінії між станціями «Смоленська», «Студентська» і «Виставкова». Між «Смоленською» і «Київською» є відкрита дистанція і побудований в 1937 — Смоленський метроміст.
Станція відкрита 20 березня 1937 під час продовження лінії на захід (дистанція другої черги будівництва).
З 1953 по 1958 дистанція мілкого закладення «Вулиця Комінтерну» — «Київська» була закрита. Станцію використовували під склад.

## Вестибюлі і пересадки
Станція є пересадковою на однойменні станції Кільцевої і Арбатсько-Покровської лінії. Перехід здійснюється через суміщені вестибюлі (західний — на Арбатсько-Покровську, східний — на Кільцеву лінію).
Існуючий до 1972 наземний вестибюль було розібрано при будівництві ескалаторного тунелю зі станції «Київська» Кільцевої лінії, що знаходився на місці сучасного входу у підземний перехід біля Київського вокзалу. Замість нього були організовані кілька входів з підвуличного переходу.

### Пересадки
- Метростанцію  «Київська»
- Метростанцію  «Київська»
- Залізничний вокзал станції  «Москва-Пасажирська-Київська»
- Автобуси: м17, 91к, 119, 157, 205, 239, 266, 297, 320, 394, 474, 622, 791, 840, т34, т39к; 
  - обласні: 454, 477

## Технічна характеристика
Конструкція станції — колонна мілкого закладення (глибина закладення — 8,7 м). Споруджена за спецпроєктом. Пасажиропотік по вестибюлям — 30 100 осіб на добу (дані 2002), пересадний пасажиропотік на Кільцеву лінію — 191 100 чоловік на добу, пересадний пасажиропотік на Арбатсько-Покровську лінію — 40 200 осіб на добу (дані 1999).

## Оздоблення
Круглі колони оздоблені світлим мармуром «газган» жовтуватих і блакитних тонів, їх капітелі зображують ліпні колосся пшениці. Підлога викладена сірим і рожевим гранітом, утворюючим національний український орнамент. Оздоблення колійних стін: глазурована керамічна плитка (вгорі) і червоний мармур (внизу). На стелі розташовані три ряди люстр в оригінальних плафонах.

## Колійний розвиток

Колійний розвиток станції «Київська- Філівська»

За станцією розташовані тупики, що використовували для обороту потягів, коли станція була кінцевою (1937—1953). При будівництві відгалуження в Москва-Сіті за станцією були змонтовані стрілки для організації вилкового руху.
Станція має 8 стрілочних переводів, перехресний з'їзд, 2 станційні колії для оберту та відстою рухомого складу і двоколійне відгалуження до станції «Міжнародна».
За Метромостом у бік станції «Київська» лінія різко звертає ліворуч (на південь).